# Krasni Daguestán
Krasni Daguestán (del ruso: Кра́сный Дагеста́н) es un jútor del raión de Apsheronsk del krai de Krasnodar, en Rusia. Está situado en las vertientes septentrionales del Cáucaso Occidental, en el curso medio del Kurdzhips, afluente del Bélaya, que lo es del Kubán, 22 km al sureste de Apsheronsk y 114 km al sureste de Krasnodar, la capital del krai.  Justo al norte de la localidad comienza el territorio de la República de Adiguesia. Tenía 92 habitantes en 2010
Pertenece al municipio Nizhegoródskoye.